# Estación de La Sarraz
La estación de La Sarraz es una estación ferroviaria de la comuna suiza de La Sarraz, en el Cantón de Vaud.

## Historia y situación
La estación de La Sarraz fue inaugurada en el año 1870 con la puesta en servicio del tramo Vallorbe - Cossonay de la línea Vallorbe - Lausana. 
Se encuentra ubicada en borde este del núcleo urbano de La Sarraz. Cuenta con dos andenes laterales a los que acceden dos vías pasantes. Además, de la estación nace una vía muerta para una derivación de una industria.
En términos ferroviarios, la estación se sitúa en la línea Vallorbe - Lausana. Sus dependencias ferroviarias colaterales son la estación de Arnex hacia Olten, y la estación de Cossonay en dirección Lausana.

## Servicios ferroviarios
Los servicios ferroviarios de esta estación están prestados por SBB-CFF-FFS:

### RER Vaud
La estación forma parte de la red de trenes de cercanías RER Vaud, que se caracteriza por trenes de alta frecuencia que conectan las principales ciudades y comunas del cantón de Vaud. En ella efectúan parada trenes de una línea de la red:
- S 2 Vallorbe - Lausana - Palézieux.